# Musca transvaalensis
Musca transvaalensis este o specie de muște din genul Musca, familia Muscidae, descrisă de Zielke în anul 1971. Conform Catalogue of Life specia Musca transvaalensis nu are subspecii cunoscute.